# آب‌انبار ابراهیم خان
مجموعه ابراهیم خان در ضلع شمالی مجموعه گنجعلیخان و در جوار میدان گنجعلیخان واقع گردیده است. بانی آنابراهیم خان ظهیرالدوله حاکم کرمان در زمان فتح علیشاه قاجار است و در سال ۱۲۳۱ ه.ق. بنا شده است. این مجموعه شامل: مدرسه،حمام،بازار و آب‌انبار است. مساحت مجموعه قریب ۴۵۰۰ مترمربع است.

## معماری
آب‌انبار ابراهیم خان در ضلع شمالی قیصریه واقع شده و در عصر خویش یکی از آب‌انبارهای معتبر شهر کرمان بوده که آب بخشی از شهر قدیم کرمان را تأمین می‌نموده‌است. سردر آب‌انبار ابراهیم خان دارای مقرنس کاری و کتیبه ای از کاشی خشتی زینت بخش آن می‌باشد. این سردر با دهلیزی مسقف و پله کانی سنگی به پا آب راه دارد و مخزن آن در عمق زمین بنا شده‌است. کاشی کاری زیبای سردر آب‌انبار دارای زمینه زرد است. هفت قاب به شکل گل با گلبرگ‌های نامنظم در یک خط افقی روی زمینه قرار گرفته‌اند که زمینه قاب‌ها سفید و حاشیه آن‌ها سیاه است. داخل هر قاب یک گلدان گل قرار دارد. در فواصل قاب‌ها دسته گل محمدی و گل کوکب آبی دیده می‌شود. حاشیه تابلو دارای زمینه سیاه و نقش آن گل‌های ریز قرمز و زرد و خطوط مارپیچی زرد می‌باشد. حاشیه سیاه و زرد قابی مناسب برای این تابلو می‌باشد تا نقوش متنوع و رنگین تابلو جلوه بیشتری داشته باشد. تضاد رنگی زرد و سیاه در کاشی کاری قاجار نقش مهمی دارد. شکل این ترنج‌ها با قاب‌های حاوی گل و گلدان نیز از انواع شکل‌های منحصر به فرد این مجموعه می‌باشد. طبیعت‌گرایی و منظره پردازی در کاشی کاری‌های مجموعه ابراهیم خان نمونه ای زیبا و بی نظیر از هنر بومی و محلی منطقه کرمان است که با سایر تزیینات دوره قاجار در شهرهای ایران متفاوت است. پرندگانی چون کبک کوهی، طوطی، گل‌های پنیرک، لاله، مینا، زنبق و آفتابگردان و … با تنوع در نقش و رنگ به گونه ای جلوه گری می‌کند که این کاشی‌ها را همچون نقش قالی کرمان از سایر نقاط ایران متمایز ساخته‌است.

## نگارخانه

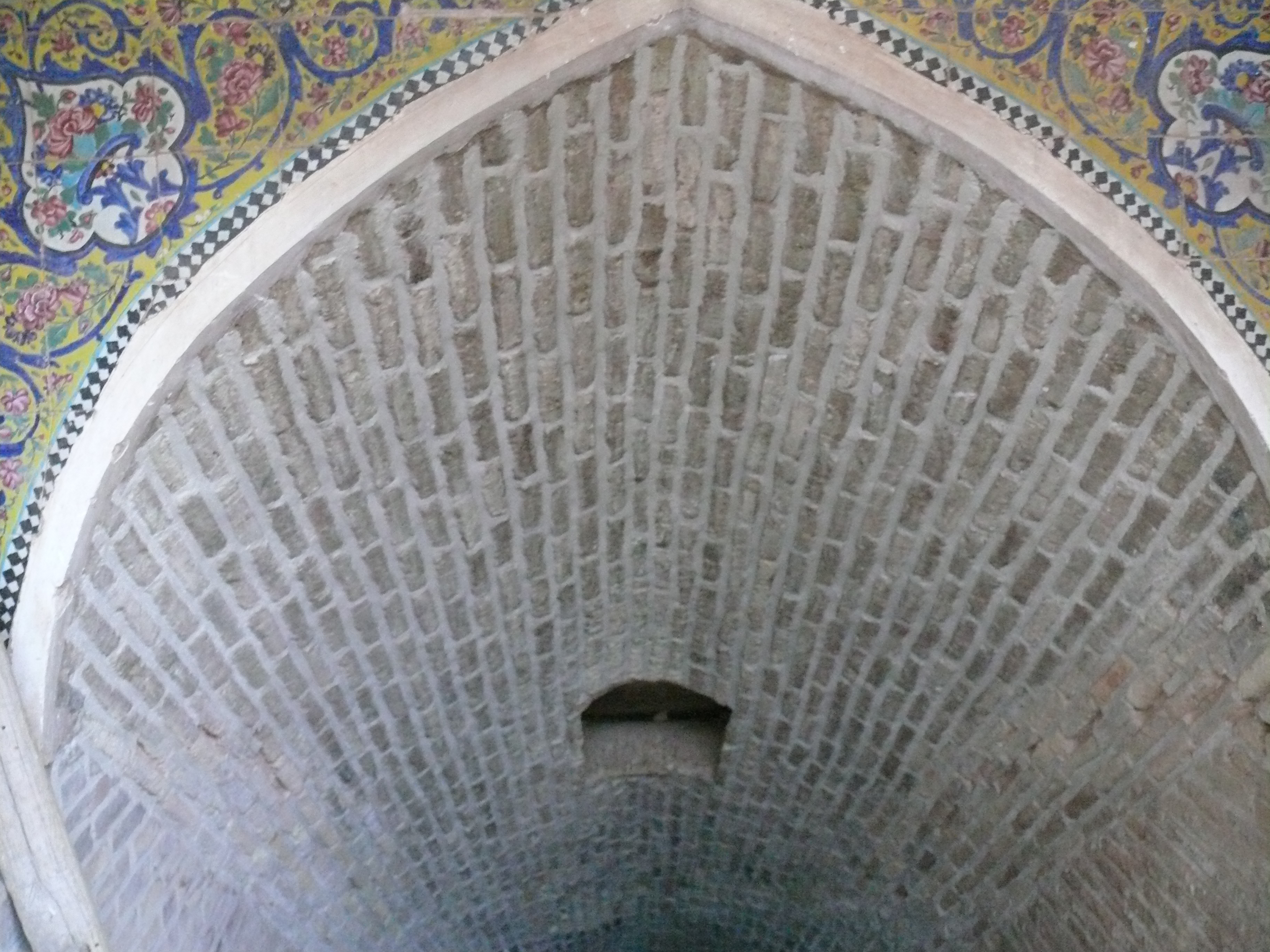
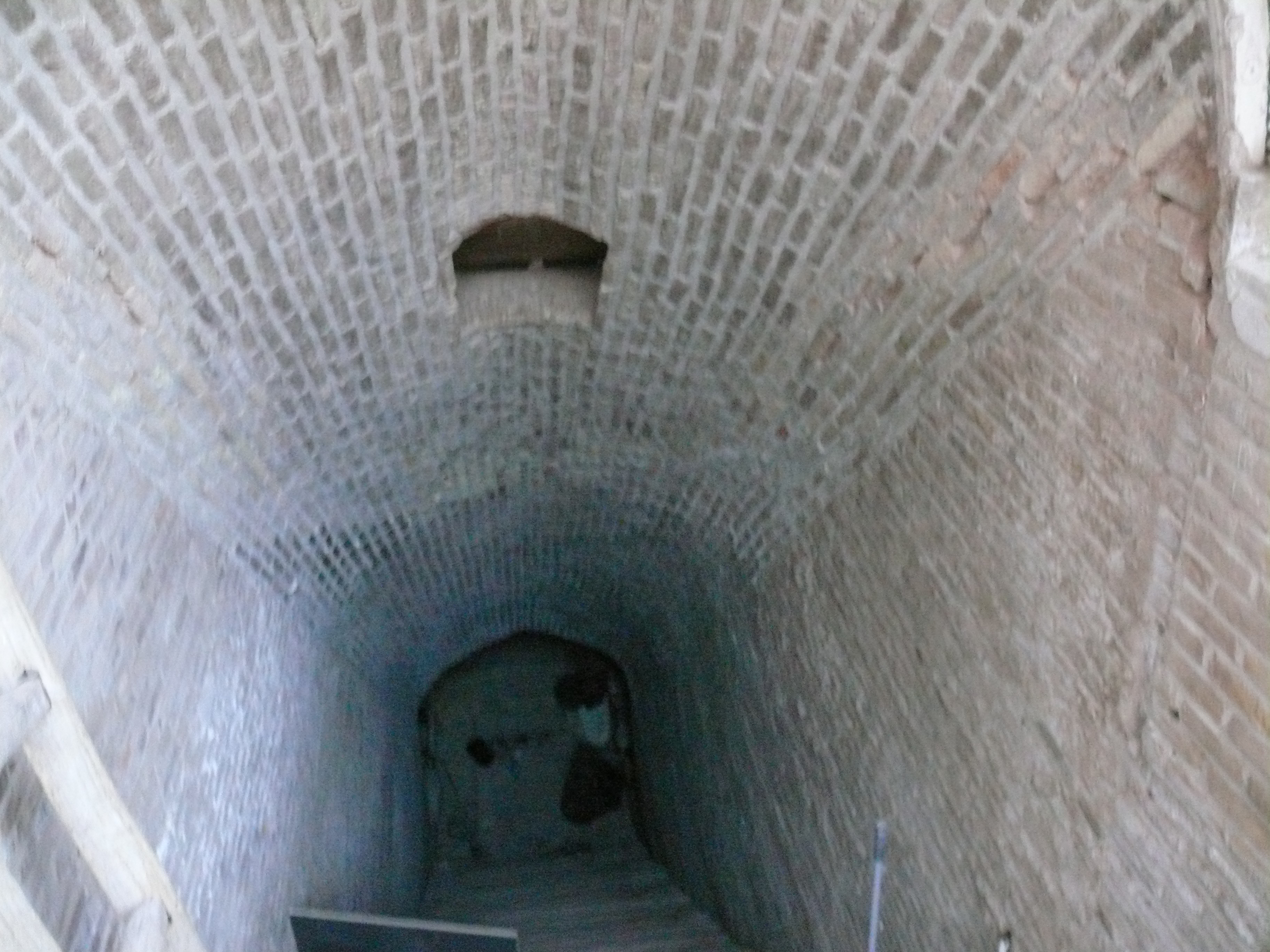